# Herbrand Sackville
Herbrand Edward Dundonald Brassey Sackville, 9. hrabia De La Warr GBE (ur. 20 czerwca 1900 w Bexhill, zm. 28 stycznia 1976) – brytyjski arystokrata i polityk, członek Partii Pracy i Narodowej Partii Pracy, minister w rządach Neville’a Chamberlaina i Winstona Churchilla. Był synem Gilberta Sackville’a, 8. hrabiego De La Warr, i Muriel Brassey, córki 1. hrabiego Brassey.

## Życiorys
Od urodzenia nosił tytuł „lorda Buckhurst”. Wykształcenie odebrał w Eton College i w Magdalen College na Uniwersytecie Oksfordzkim. Po śmierci ojca, który zginął w 1915, Herbrand odziedziczył tytuł 9. hrabiego De La Warr i, po osiągnięciu pełnoletniości w 1918, zasiadł w Izbie Lordów. Tam został pierwszym parem dziedzicznym, który wstąpił do Partii Pracy. W pierwszym laburzystowskim rządzie w 1924 został lordem-in-waiting. W latach 1929–1930 był podsekretarzem stanu w Ministerstwie Wojny, a w 1930 został parlamentarnym sekretarzem w Ministerstwie Rolnictwa i Rybołówstwa.
Po utworzeniu rządu narodowego w 1931 De La Warr wstąpił do Narodowej Partii Pracy, która ten rząd popierała. Do 1935 pozostał na swoim poprzednim stanowisku, a w następnie został parlamentarnym sekretarzem przy Radzie Edukacji. W 1936 otrzymał stanowisko parlamentarnego sekretarza w Ministerstwie ds. Kolonii. W 1937 został członkiem gabinetu jako lord tajnej pieczęci. W 1938 został przeniesiony na stanowisko przewodniczącego Rady Edukacji. W kwietniu 1940 objął stanowisko pierwszego komisarza ds. prac publicznych.
W maju 1940 nowym premierem został Winston Churchill, który utworzył koalicję z Partią Pracy. W związku z tym wszyscy ministrowie pochodzący z Narodowej Partii Pracy, w tym De La Warr, zostali usunięci z gabinetu. De La Warr powrócił do rządu dopiero w 1951 jako konserwatysta, kiedy to Churchill w swoim trzecim rządzie powierzył mu stanowisko poczmistrza generalnego, i sprawował ten urząd do 1955.

## Rodzina
30 grudnia 1920 poślubił Dianę Leigh (ok. 1900–1966), córkę kapitana Henry’ego Leigh i Marion Atrobus, córki Hugh Antrobusa. Herbrand i Diana mieli razem dwóch synów i córkę:
- William Herbrand Sackville (1921–1988), 10. hrabia De La Warr
- Thomas Henry Jordan Sackville (1922–1943), oficer Royal Air Force (zginął podczas II wojny światowej)
- Katherine Pamela Sackville (ur. 4 marca 1926), żona Franka Gilesa, ma dzieci

1 marca 1968 w Londynie poślubił Sylvię Harrison (ok. 1904–1992), córkę Williama Harrisona, wcześniej żonę hrabiego Kilmuira. Małżonkowie nie mieli razem dzieci.